# ATP Buenos Aires 1971
L'ATP Buenos Aires 1971 è stato un torneo di tennis giocato sulla terra rossa. È stata la 42ª edizione del torneo, che fa parte del Pepsi-Cola Grand Prix 1971.Si è giocato a Buenos Aires in Argentina dal 22 al 29 novembre 1971.

## Campioni

### Singolare maschile
Željko Franulović ha battuto in finale  Ilie Năstase con il punteggio di 6–3, 7–6, 6–1

### Doppio maschile
Željko Franulović /  Ilie Năstase hanno battuto in finale  Patricio Cornejo /  Jaime Fillol con il punteggio di 6–4 6–4